# Leia striata
Leia striata är en tvåvingeart som först beskrevs av Samuel Wendell Williston  1893.  Leia striata ingår i släktet Leia och familjen svampmyggor. Inga underarter finns listade i Catalogue of Life.